# جیم دان
جیمز فرانسیس دان (انگلیسی: James Francis Doughan؛ زادهٔ ۲ اوت ۱۹۵۹) بازیگر، صداپیشه آموزگار، نویسنده اهل ایالات متحده آمریکا است. وی بابت بازی در نقش کارآگاه دویل در فیلم ماسک و صداپیشگی در کارتون‌های استوارت کوچولو، استوارت کوچولو ۲ شناخته می‌شود. وی مدرس رشته بازیگری در لس آنجلس است.
از فیلم‌ها یا مجموعه‌های تلویزیونی که وی در آن‌ها نقش داشته‌است، می‌توان به جنگ در خانه، گام به گام، بافی قاتل خون‌آشام‌ها، مورفی براون، دختران زرین، هتلی برای سگ‌ها، ایوان قادر مطلق، کباب‌شده، عمارت متروکه، ماجراهای افراطی سوپر دیو، استوارت کوچولو، استوارت کوچولو ۲، ماسک، عصر حجری‌ها، تارزان در منهتن و نامادریم یک بیگانه است اشاره نمود.